# Eryk Lipiński

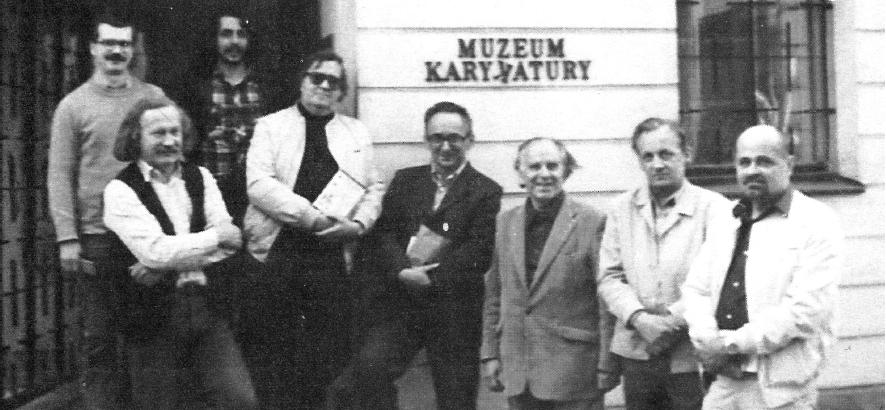
Ảnh chụp các nhà biếm họa người Ba Lan. Từ trái qua: Zygmunt Januszewski, Robert Szecówka, Andrzej Podulka, Juliusz Puchalski, Zbigniew Jujka, Eryk Lipiński, Zbigniew Ziomecki, Julian Bohdanowicz.

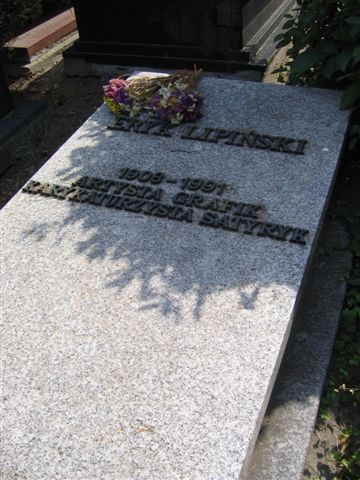
Mộ của Eryk Lipiński tại Nghĩa trang Powązki

Eryk Lipiński (phát âm tiếng Ba Lan: [ˈɛrɨk liˈpiɲskʲi]; sinh ngày 12 tháng 7 năm 1908 tạo Kraków, mất ngày 27 tháng 9 năm 1991) là nghệ sĩ người Ba Lan trong mảng châm biếm, biếm họa, và viết tiểu luận. Ông chuyên thiết kế áp phích, viết kịch và vẽ phác thảo trong nhiều quán cabaret, và viết sách về các chủ đề liên quan.

## Tiểu sử
Eryk Lipiński học tại Học viện Mỹ thuật Warszawa từ năm 1933 đến năm 1939. Tác phẩm đầu tay của ông  đăng trên tạp chí Pobudka vào năm 1928.  Năm 1935, ông đồng sáng lập với Zbigniew Mitzner  làm việc cho tờ báo châm biếm Szpilki (czasopismo). Ông là biên tập viên từ 1935 đến 1937 và từ 1946 đến 1953).  Trong Thế chiến II, Eryk Lipiński là một trong những nghệ sĩ tham gia phong trào kháng chiến Ba Lan.  Ông bị Đức quốc xã bắt giam trong nhà tù khét tiếng Pawiak, nhà tù Mokotów và trại tập trung Auschwitz.
Sau chiến tranh, Eryk Lipiński tham gia Đảng Công nhân Thống nhất Ba Lan.  Ông đóng góp cho nhiều tờ báo và tạp chí, chẳng hạn như Przekrój, Przegląd Kulturalny, Trybuna Ludu, Panorama, Zwierciadło  và Express Wieczorny. Năm 1978, ông thành lập Bảo tàng Biếm họa tại Warszawa.  Năm 1980, ông thành lập Ủy ban Bảo tồn Di tích Do Thái ở Ba Lan. Eryk Lipiński tích cực trong việc bảo tồn văn hóa Do Thái Ba Lan. Năm 1987, ông thành lập Hội họa sĩ biếm họa Ba Lan (Tiếng Ba Lan: Stowarzyszenie Polskich Artystów Karykatury, viết tắt là SPAK).

## Vinh danh
- Huân chương Polonia Restituta [2]
- Huân chương Chiến thắng và Tự do 1945

## Giải thưởng
- 1948 - 7 giải nhất tại Triển lãm Áp phích Quốc tế ở Vienna
- 1964 - Giải nhất cho áp phích chính trị xuất sắc nhất năm 1963
- 1966 - Gold Pin (Złota Szpilka)
- 1972 - Gold Pin (Złota Szpilka z Wawrzynem)
- 1981 - "Nghệ sĩ xuất sắc năm 1980" của Hội các Nhà biên tập Phim Biếm họa Hoa Kỳ